# Rhinogecko femoralis
Rhinogecko femoralis är en ödleart som beskrevs av Smith 1933. Rhinogecko femoralis ingår i släktet Rhinogecko och familjen geckoödlor. Inga underarter finns listade i Catalogue of Life.
Arten förekommer i sydöstra Iran och sydvästra Pakistan. Honor lägger ägg.